# Ambilight

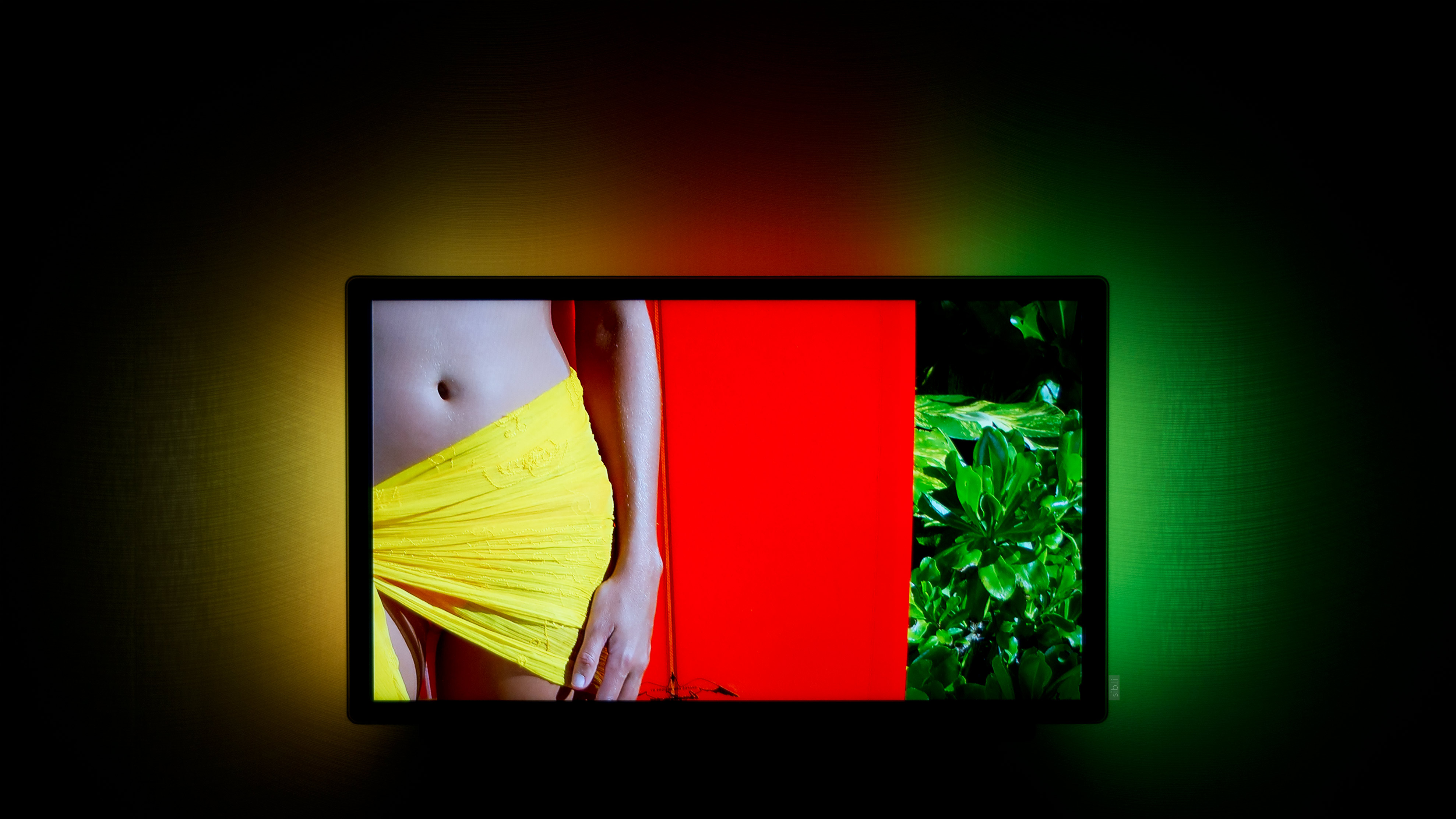
Beispiel für „Ambilight“ in Aktion; Bild-Inhalte werden ihrer Farbe nach über die Fläche des Fernsehbildschirms hinaus verlängert

Ambilight (von engl. ambient „Umgebung“ und light „Licht“) ist eine von Philips entwickelte Technologie für Fernseher, welche das Gerätesichtfeld in der Wahrnehmung des Zuschauers vergrößern und damit die Augen schonen soll. Die Ambilight-Technik verspricht neben dem visuellen Effekt einen Großteil der Augenbeschwerden zu mindern, die im Zusammenhang mit einem Fernseher als einziger Lichtquelle in einem Raum auftreten können.

## Entwicklung
In der ersten Ambilight-Modellreihe des Jahres 2004 waren lediglich verschiedenfarbige Beleuchtungsröhren in der Rückseite der Fernsehgeräte eingelassen und der Benutzer musste per Fernbedienung die gewünschte Farbe wählen, mit der der Hintergrund beleuchtet werden sollte. Bei der Ambilight 2-Technologie sind seitlich des Fernsehers Leuchtmittel angebracht, die sich selbständig und in Echtzeit – abhängig von der dominierenden Farbe des aktuellen Fernsehbildes – farblich anpassen und die gesamte Umgebung entsprechend beleuchten. So sorgt beispielsweise bei Fußballübertragungen das Grün des Rasens dafür, dass die Umgebung des Fernsehers grün beleuchtet wird. Die zweite Ambilight-Generation bietet außerdem eine Zweikanal-Funktion, die sich automatisch auf die Farben auf der linken und rechten Bildschirmseite einstellen kann.

### Surround/Aurea
Als Ergänzung des normalen Ambilights um zusätzliche Leuchtstränge bietet Philips das System Ambilight Surround bzw. Ambilight Aurea an. Dabei hängt der Fernseher vor einer fest installierten weißen Leinwand, auf die das Licht projiziert wird. Surround bietet zwei Varianten, die sich durch die Anzahl von Leuchtmitteln am Gerät unterscheiden. Neben Surround, mit einem weiteren Leuchtmittel am oberen Bildschirmrand, verfügt Ambilight Full Surround über ein weiteres Leuchtmittel auch am unteren Rand. Bei Letzterem können demnach alle vier Seiten des Fernsehers in unterschiedlichen Farben erscheinen.

### Spectra
Um Farbübergänge statt einfacher Einfärbung einer Seite darstellen zu können, kam 2008 ein weiteres Produkt hinzu. Philips brachte Ambilight Spectra auf den Markt. Bei Ambilight Spectra 2 besitzt der LCD-TV insgesamt 4 Leuchtdiodenstränge, davon jeweils 2 an jeder Seite. Sind auf der einen Seite etwa Werbebande und Fußballrasen dargestellt, wird anstatt wie üblich ein Farbmittel zu wählen, die obere Hälfte in der Farbe der Werbebande und die untere Hälfte in der Farbe des Rasens beleuchtet.
Ambilight Spectra 3 verfügt zudem noch über einen Leuchtdiodenstrang  an der Oberseite des Geräts.

### Nachbauten
Es existiert ein Projekt namens Atmolight, das sich dem Nachbau dieser Technik auf Basis quelloffener Komponenten und Software verschrieben hat, so dass beliebige TV-Geräte mit der Technik ausgestattet werden können.
Das Open-Source-Lichtprogramm PC DIMMER und die Freeware DMXControl 2 bieten die Möglichkeit, jeden Computermonitor oder Beamer in Verbindung mit LED-Scheinwerfern mit Ambilight nachzurüsten.
Rund um den Raspberry Pi existieren dutzende Projekte zum Nachrüsten von Ambilight an praktisch jedes TV-System.

## Ambilight-Sensor
Der Begriff Ambilight wird ebenfalls für Ambilight-Sensoren verwendet. Dabei handelt es sich um Lichtsensoren an Bildschirmen, die die Umgebungshelligkeit erfassen. Wie bei der Ambilight-Beleuchtung wird auch hier eine Reduzierung des Helligkeitsunterschiedes zwischen dem Bildschirm und seiner Umgebung angestrebt. Die angepasste Größe ist hierbei allerdings nicht die Umgebungshelligkeit, sondern die Bildschirmhelligkeit. Das Bild erscheint dabei umso heller, je stärker die Beleuchtung ist. Bei geringer Beleuchtung erfolgt eine entsprechende Abdunklung.